# El País (1887-1921)
El País fue un periódico republicano que se imprimió en la ciudad española de Madrid entre 1887 y 1921. Llegó a ejercer como órgano portavoz del Partido Republicano Progresista.

## Historia
Fue fundado por el matemático Antonio Catena Muñoz, a petición de su amigo Manuel Ruiz Zorrilla. Vino a suceder al desaparecido El Progreso, diario que había sido suspendido por las autoridades. Su primer número salió el 22 de junio de 1887.
Su primer director fue Valentín Morán y contaba con una plantilla de veintiún redactores, entre ellos Rafael Ginard de la Rosa (quien pasó a dirigirlo en 1891), Tomás Tuero o Curros Enríquez; la línea editorial era conseguir la unidad republicana ante todo bajo la jefatura de Ruiz Zorrilla y su Partido Republicano Progresista; además desató varias campañas anticlericales. 
En 1892 se hace cargo de la dirección Alejandro Lerroux. Pero como Ruiz Zorrilla murió en 1895 y Catena no aceptaba al nuevo líder, más conservador, José María Esquerdo, Alejandro Lerroux fundó otro periódico en 1897, El Progreso, que se convirtió en el portavoz del nuevo líder, y se llevó a parte de la redacción de El País. El nuevo director pasaría a ser el escritor, dramaturgo y poeta Joaquín Dicenta, quien le puso entonces el subtítulo de «Diario republicano socialista revolucionario» y lo convirtió durante un año en portavoz del grupo que publicaba la revista Germinal, momento en el que será considerado como el periódico «más abierto a la juventud y a las nuevas tendencias estéticas» aunque sus competidores republicanos y socialistas lo acusan de difundir «un socialismo sentimental trasnochado», como recuerda María Cruz Seoane.
Desde febrero de 1896 fue víctima de una campaña de persecución por el fiscal de imprenta, quien logró encarcelar a varios de sus redactores y suspenderlo temporalmente el 18 de agosto de 1898 sentenciando a más de dos años de cárcel a Manuel María Iglesias, «hombre de paja» que en ese momento ocupaba la figura de editor responsable.
Tras varios avatares más, en 1901, fue dirigido por Ricardo Fuente Asensio (1866-1925), futuro fundador y director de la Hemeroteca Municipal de Madrid y se enfrentó a su peor crisis: una suspensión por orden gubernativa durante doce días en 1901, pese a lo cual logró estar en funcionamiento un total de treinta y cuatro años y, fallecido su propietario y fundador Antonio Catena, lo heredó su hijo, también periodista, Juan Antonio Catena, hasta que concluyó definitivamente el 11 de febrero de 1921, después de que, solo entre diciembre de 1920 y enero de 1921, recibiera diecinueve denuncias, siendo ya entonces su director el periodista Roberto Castrovido, director desde 1907.

## Plantel
Aparte de los ya mencionados, entre sus redactores colaboraron en él periodistas como Antonio Palomero, Dionisio Pérez, Ignacio de Santillán, Francisco Sastre, Santiago Oria, Eduardo Rosón, José Antonio Palazón, Francisco Rodríguez Besteiro, Ernesto López (más conocido como "Claudio Frollo") y un grupo de jóvenes escritores e intelectuales de la llamada generación del 98, como José Martínez Ruiz, que será redactor desde el cinco de diciembre de 1896 (no empezará a utilizar el seudónimo "Azorín" hasta 1904), junto a Ramón María del Valle Inclán, Pío Baroja, Miguel de Unamuno, Vicente Blasco Ibáñez, Benito Pérez Galdós, Ramiro de Maeztu,  Consuelo Álvarez, Violeta, Manuel y Antonio Machado, Manuel Bueno o Rubén Darío, y hasta el joven José Ortega y Gasset buscará refugio en sus páginas cuando no pueda publicar en el periódico de su propia familia (El Imparcial). Ortega llegará a considerar a El País –junto a El Liberal– como el periódico defensor de las ideas más avanzadas en España y Rubén Darío llegará a decir que su redacción llegó a reunir el mayor número de intelectuales españoles.